# Loriculus camiguinensis
El lorículo de Camiguín (Loriculus camiguinensis) es una especie de ave psitaciforme de la familia Psittaculidae endémica de la isla filipina de Camiguín. Anteriormente se consideraba una subespecie del lorículo filipino.

## Descripción
El lorículo de Camiguín tiene el plumaje principalmente verde, con la garganta, y parte frontal del rostro y muslos de color azul celeste azules, y la frente, el píleo, el obispillo y la parte superior de la cola rojos, mientras que el resto de la cola también es azul. Los machos y las hembras tienen un aspecto idéntico, lo que es inusual en los demás lorículos de Filipinas, ya que solo los machos de las demás especies tienen la frente roja.

## Taxonomía
En 2006 se describió como especie separada a los lorículos que vivían en la isla de Camiguín, al norte de Mindanao, ya que hasta entonces se consideraba una subespecie del lorículo filipino (Loriculus philippensis).